# Piscator tenuirostris
Piscator tenuirostris — викопний вид сулоподібних птахів родини бакланових (Phalacrocoracidae), що існував у пізньому еоцені (38 млн років тому) в Європі. Рештки птаха знайдені у графстві Гемпшир у Великій Британії. Описаний з решток щелепи.